# Calculus bicolor
Genre
Espèce
Calculus bicolor, unique représentant du genre Calculus, est une espèce d'araignées aranéomorphes de la famille des Orsolobidae.

## Distribution
Cette espèce est endémique d'Afrique du Sud.

## Description
La femelle holotype mesure 4 mm.

## Publication originale
- Purcell, 1910 : The phylogeny of the tracheae in Araneae. Quarterly Journal of Microscopical Science, vol. 54, p. 519-564 (texte intégral).